# 野々上大二郎
野々上 大二郎（ののうえ だいじろう、1989年6月2日 - ）は、日本の漫画家。岡山県立大学デザイン学部卒業。男性。

## 経歴
2010年、第33回（3月期）JUMPトレジャー新人漫画賞（審査員：藤巻忠俊）にて、『rhapsody in blow』で佳作を受賞。
2011年より読切作品を掲載し、2013年に『週刊少年ジャンプ』にて『無刀ブラック』を発表する。『無刀ブラック』終了後は再び読切作品を数本発表し、2019年に『最後の西遊記』を発表する。

## 作品リスト

### 連載
- 無刀ブラック（『週刊少年ジャンプ』2013年25号 - 36号、全2巻）
- 最後の西遊記（『週刊少年ジャンプ』2019年14号 - 38号、全3巻）

### 読み切り
- 浮雲（『ジャンプNEXT!』2010 SUMMER）
- サジタリ（『週刊少年ジャンプ』2011年2号）
- 無刀ブラック（『週刊少年ジャンプ』2012年20号）
- 帰ってくれアラトラマン（『ジャンプNEXT!!』2014 Vol.1）
- いきもの生態観察バラエティー ぼくらはみんな（『少年ジャンプ+』2015年5月4日・5日）[5]
- ももものがたり トシ春と友達編（『ジャンプGIGA』2018 SUMMER Vol.1）
- 善鬼とトゲ吉「登龍坂の巻」（『ジャンプGIGA』2022 WINTER[6]）
- 竜がいたまち（『少年ジャンプ+』2024年8月23日[7]、8月24日[8]） - 全4話のショート連載[7]、読み切り扱い[9]

### その他
- rhapsody in blow（第33回『JUMPトレジャー新人漫画賞』応募作品） - 佳作

## 関連人物
師匠
- 平方昌宏

アシスタント
- 雲母坂盾